# Pierre de Fermat
Pierre de Fermat (Beaumont-de-Lomagne, nascido por volta do dia 17 de agosto de 1601 — Castres, 12 de janeiro de 1665) foi um magistrado, polímata e especialmente matemático francês. Apelidado de "o príncipe dos amadores". Ele também foi poeta, um hábil latinista e helenista, e se interessou pela ciência e em particular pela física; devemos a ele em particular o princípio de Fermat em óptica. Ele é particularmente conhecido por ter enunciado o último teorema de Fermat, cuja prova só foi estabelecida mais de 300 anos depois pelo matemático britânico Andrew Wiles em 1994.

## Biografia
O seu pai, Dominique de Fermat, era um rico mercador de peles que lhe proporcionou uma educação privilegiada, inicialmente no mosteiro franciscano de Grandselve e depois na Universidade de Toulouse. Ingressou o serviço público em 1631. Em 1652 foi promovido a Juiz Supremo, na Corte Criminal Soberana do Parlamento de Toulouse. Neste mesmo ano Fermat adoeceu e chegou a afirmar-se que tinha morrido.
A influência de Pierre de Fermat foi limitada pela falta de interesse na publicação das suas descobertas, conhecidas principalmente pelas cartas a amigos e anotações na sua cópia da Arithmetica, de Diofanto. As suas cartas sugerem um homem envergonhado e reservado, cortês e afável, mas um pouco distante. Estas cartas passaram a ser publicadas a partir de 1636, por intermédio do padre Mersenne, em Paris, que procurou Fermat após ouvir falar dele. Nas suas cartas, Fermat descrevia as suas ideias, descobertas e até pequenos ensaios, que eram transmitidos por Mersene a outros matemáticos da Europa. Fermat gostava de trocar e resolver desafios, por exemplo, Mersenne uma vez escreveu-lhe perguntando se o número - muito grande - 100 895 598 169 era primo ou não. Tais questões geralmente levavam anos a serem resolvidas, mas Fermat replicou sem hesitação que o número era produto de 112 303 e 898 423, e que cada um desses fatores era primo. O infeliz Descartes travou argumentos, com ele, diversas vezes. Como um estrangeiro, Fermat não conhecia o monumental egoísmo e disposição melindrosa de Descartes, e com calma e cortesia o demoliu em todas as ocasiões.

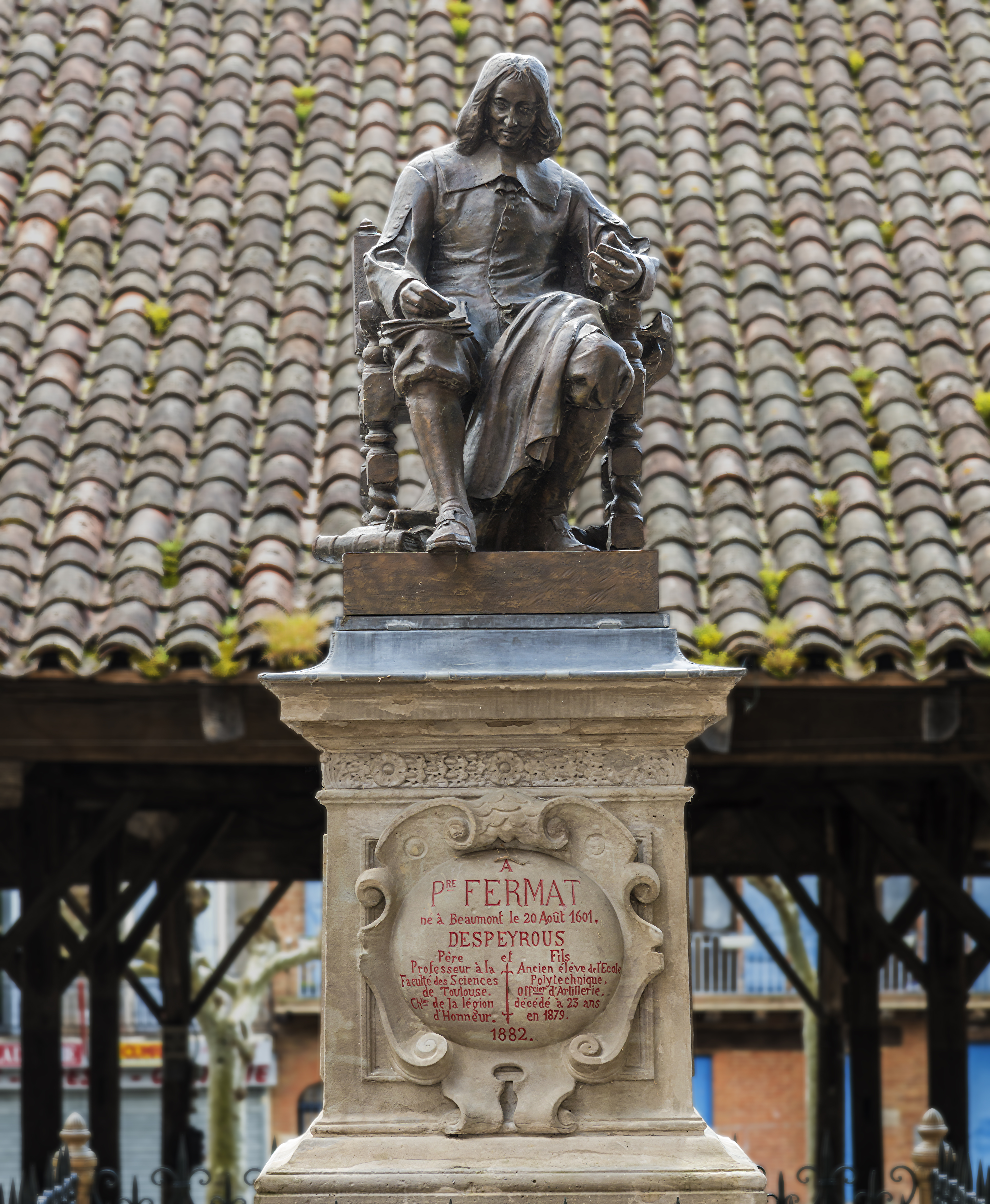
Monumento a Fermat em Beaumont-de-Lomagne.

Fermat inventou a Geometria Analítica em 1629 e descreveu as suas ideias num trabalho não publicado intitulado Introdução aos lugares geométricos planos e sólidos, que circulou apenas na forma de manuscrito. Neste trabalho Fermat introduziu a ideia de eixos perpendiculares e descobriu as equações gerais da reta, circunferência e equações mais simples para parábolas, elipses e hipérboles, e depois demonstrou que toda equação de 1º e 2º grau pode ser reduzida a um desses tipos. Nada disto está no ensaio de Descartes, apesar deste ter tido acesso à Introdução vários meses antes de publicar a sua obra intitulada Geometria, de 1637.
O método de Fermat, para determinar tangentes, foi desenvolvido pela sua abordagem aos problemas de máximos e mínimos, e foi ocasião de outro atrito com Descartes. Quando o famoso filósofo foi informado do método de Fermat, por Mersenne, este atacou a sua genialidade, desafiando Fermat a encontrar a tangente à curva x³ + y³ = 3axy e, loucamente, vaticinou que ele falharia. O próprio Descartes foi incapaz de resolver o problema e ficou intensamente irritado quando Fermat o resolveu com facilidade (esta curva chama-se agora folium de Descartes).
Considerado o "Príncipe dos Amadores", Pierre de Fermat nunca teve formalmente a matemática como a principal atividade de sua vida. Jurista e magistrado por profissão, dedicava à Matemática apenas as suas horas de lazer e, mesmo assim, foi considerado por Blaise Pascal o maior matemático de seu tempo.
Contudo, o seu grande gênio matemático perpassou várias gerações, fazendo com que várias mentes se debruçassem com respeito sob o seu legado, composto por contribuições nas mais diversas áreas das matemáticas, sendo as principais: o cálculo geométrico e infinitesimal, a teoria dos números e teoria da probabilidade.
O interesse de Fermat pela matemática deu-se, possivelmente, com a leitura de uma tradução latina, por Bachet de Méziriac, de aritmética de Diofanto de Alexandria, um texto sobrevivente da famosa Biblioteca de Alexandria, queimada em 642 d.C., e que compilava cerca de dois mil anos de conhecimentos matemáticos.
A matemática do século XVII estava ainda em recuperação da Idade das Trevas, portanto não é nenhuma surpresa o caráter amador dos trabalhos de Fermat. No entanto, se ele era um amador, então era o melhor de todos eles, devido à precisão e à importância dos seus estudos, que, diga-se , se realizavam longe de Paris, o único centro que abrigava grandes matemáticos, mas até então ainda não prestigiados estudiosos da Matemática, como Blaise Pascal, Gassendi, Mersenne, entre outros.

### Morte
Morreu em Castres, França. A mais antiga e prestigiada escola, no alto de Toulouse, é nomeado em sua honra: "Le Lycée Pierre de Fermat". O escultor francês Théophile Barrau fez uma estátua de mármore chamada "Homagge a Pierre Fermat".

## Contribuições
As contribuições de Fermat para o cálculo geométrico e infinitesimal foram inestimáveis. Obtinha, com os seus cálculos, a área de parábolas e hipérboles, e determinava o centro de massa de vários corpos, etc. Em 1934, Louis Trenchard Moore descobriu uma nota de Isaac Newton dizendo que o seu cálculo, antes considerado como invenção autónoma, fora baseado no “método de monsieur Fermat para estabelecer tangentes”. Foi a primeira pessoa a enunciar o pequeno teorema de Fermat, embora a primeira pessoa a publicar a prova do teorema tenha sido Euler, em 1736, no artigo "Theorematum Quorundam ad Números Primos Spectantium Demonstratio".

### Último Teorema de Fermat
Contudo, o que mais interessava a Fermat, era um ramo da Matemática chamado teoria dos números, com poucas aplicações práticas claras. É nesta teoria dos números que se engloba o seu famoso teorema, conhecido como Último Teorema de Fermat.
Este teorema tem um enunciado extremamente simples:
O teorema foi escrito nas margens do Aritmética de Diofante, seguido de uma frase: “Eu tenho uma demonstração realmente maravilhosa para esta proposição, mas esta margem é demasiado estreita para a conter". Aliás, escrever nas margens dos livros era um costume de Fermat, e foi graças ao seu filho mais velho, Clément-Samuel, que as suas anotações não se perderam. Clément-Samuel, depois de passar cinco anos recolhendo cartas e anotações de seu pai, publica em 1670, em Toulouse, a Aritmética de Diofante contendo observações de Pierre de Fermat, em cuja página 61 continha o teorema.
Naturalmente, há quem duvide que tenha dito a verdade já que não se sabe, ao certo, se Fermat conhecia de fato alguma demonstração ou se equivocou ao acreditar que a poderia demonstrar. Gerações inteiras de matemáticos têm amaldiçoado a falta de espaço daquela margem. Durante mais de três séculos, praticamente todos os grandes expoentes da Matemática (entre eles Euler e Gauss) debruçaram-se sobre o assunto. Com o advento dos computadores, foram testados milhões de algarismos com diferentes valores para x, y, z e n e a igualdade  xn + yn = zn  não se verificou. Assim, empiricamente, se comprova que Fermat tinha razão.  Mas e a demonstração? Um renomeado empresário e matemático alemão, Paul Wolfskehl, na noite em que decidira suicidar-se na sua biblioteca, deparou-se com o "Último Teorema de Fermat", e mudou de ideias. No seu testamento, deixou em 1906, a quantia de 100 000 marcos para quem o demonstrasse.
O teorema desafiou matemáticos por todo o mundo durante 358 anos, até que Andrew Wiles, um matemático britânico, conseguiu demonstrá-lo, primeiramente em 1993, quando disse sua famosa frase "Acho que vou parar por aqui..." e, depois de corrigir alguns erros apontados, definitivamente em 1995. Cumpre esclarecer que Wiles utilizou conceitos avançadíssimos, com os quais Fermat nem poderia ter sonhado; desta forma, se Fermat realmente conhecia alguma demonstração, esta seria certamente muito mais simples e maravilhosa, mas tão difícil de se enxergar, passou pelas mãos de grandes matemáticos, de Euler a Wiles sem ser percebida. Assim chega ao fim uma história épica na busca do Santo Graal da Matemática.

### Teoria da Probabilidade
Outra contribuição importante de Fermat insere-se na Teoria da Probabilidade.  Os seus avanços nesta área deram-se por volta de 1654, quando passou a trocar cartas com Pascal. A probabilidade, um assunto desconhecido por Fermat até então, passou a objetivar descobrir as regras matemáticas que descrevessem com maior precisão as leis do acaso. Posteriormente, ambos determinaram as regras essenciais da probabilidade, e Pascal chegou até mesmo a convencer-se que poderia utilizar as suas teorias para justificar a fé em Deus. Mais especificamente numa carta datada de 24 de agosto de 1654, endereçada a Pascal, Fermat discute o seguinte problema: dois jogadores A e B, quando A precisa de 2 pontos para ganhar e B de 3 pontos, o jogo será certamente decidido em quatro jogadas. Para saber quem tem mais hipóteses de ganhar, o matemático escreve todas as combinações possíveis entre as letras a, que representa uma jogada em favor do jogador A e b, que representa uma em favor do jogador B:
- 01 – aaaa     09 – baaa
- 02 – aaab 10 – baab
- 03 – aaba  11 – baba
- 04 – aabb  12 – babb
- 05 – abaa 13 – bbaa
- 06 – abab 14 – bbab
- 07 – abba 15 – bbba
- 08 – abbb 16 – bbbb

Assim sendo, num total de 16, há 11 casos favoráveis a A e 5 favoráveis a B, visto que a ocorrência de 2 ou mais a é favorável a A e a ocorrência de 3 ou mais b a B.
A solução dada por Pascal é a seguinte: suponhamos que cada um dos jogadores aposte a mesma quantia, 32 pistolas (moeda da época), aquele que tirar primeiramente três vezes, seguidas ou não, o número que aposta no dado, de 1 a 6, ganhará, num total de quatro partidas. Suponhamos também que o primeiro jogador tenha ganhado duas partidas e o segundo apenas uma. Como dividir, se a partida for interrompida agora, as 64 pistolas ? Pascal explica que, se o jogo terminar empatado então cada um fica com 32 pistolas, logo o primeiro jogador já as tem, porém como ele ainda pode ganhar, deve-se partilhar as outras 32 pistolas, ficando o primeiro jogador com 48 e o segundo com 16.
Este problema foi proposto por Pascal, que incitou Fermat a refletir sobre ele, Rose Ball (1960) explicita apenas mais um problema de probabilidade relacionado a Fermat, que também foi proposto por Pascal e também está relacionado com jogos, trata-se da seguinte questão: uma pessoa quer tirar 6 no dado em 8 jogadas, suponhamos que ela tenha feito 3 tentativas e falhado, quanto de dinheiro ela poderia apostar em seu sucesso, ou seja, tirar um 6, na quarta jogada?
Fermat raciocinou da seguinte maneira: a chance de se tirar um 6 no dado é de 1/6, logo ela poderia apostar 1/6 do dinheiro, não obtendo sucesso, na segunda tentativa, ela deveria apostar 1/6 do que sobrou do dinheiro, isto é, 5/36, e assim por diante, tendo que apostar na quarta tentativa 125/1296 de seu dinheiro. Isso ilustra o modo descompromissado com que Fermat tratava a probabilidade, resolvendo apenas os problemas que foram postulados por Pascal em suas correspondências. A maior dedicação deste matemático foi realmente a teoria dos números e vários tipos de jogos com números, os quais ele mesmo criava e desafiava os outros matemáticos a resolverem.

### Outras contribuições
Coube a Fermat a entronização de eixos perpendiculares, a descoberta das equações da recta e da circunferência, e as equações mais simples de elipses, parábolas e hipérboles. Por mérito, as coordenadas cartesianas deviam denominar-se coordenadas fermatianas. Cartesius é a forma latinizada de René Descartes. Foi mais filósofo que matemático e em sua obra Discours de la Méthode (3.º apêndice, La Géométrie), publicada em 1637, se limitou a apresentar as ideias fundamentais sobre a resolução de problemas geométricos com utilização da Álgebra. Porém, é curioso observar que o sistema hoje denominado cartesiano não tem amparo histórico, pois sua obra nada contém sobre eixos perpendiculares, coordenadas de um ponto e nem mesmo a equação de uma reta. No entanto, Descartes "mantém um lugar seguro na sucessão canônica dos altos sacerdotes do pensamento, em virtude da têmpera racional de sua mente e sua sucessão na unidade do conhecimento. Ele fez soar o gongo e a civilização ocidental tem vibrado desde então com o espírito cartesiano de ceticismo e de indagação que ele tornou de aceitação comum entre pessoas educadas" (George Simmons). Ainda segundo este proeminente autor, La Géométrie "foi pouco lida então e menos lida hoje, e bem merecidamente".

## Avaliação de seu trabalho
Junto com René Descartes, Fermat foi um dos dois principais matemáticos da primeira metade do século XVII. De acordo com Peter L. Bernstein, em seu livro de 1996 Against the Gods, Fermat "foi um matemático de raro poder. Ele foi um inventor independente da geometria analítica, contribuiu para o desenvolvimento inicial do cálculo, fez pesquisas sobre o peso do terra e trabalhou na refração da luz e na óptica. No decorrer do que acabou sendo uma extensa correspondência com Blaise Pascal, ele deu uma contribuição significativa para a teoria da probabilidade. Mas a maior realização de Fermat foi na teoria dos números".
Com relação ao trabalho de análise de Fermat, Isaac Newton escreveu que suas próprias idéias iniciais sobre cálculo vieram diretamente da "maneira de Fermat de desenhar tangentes".
Sobre o trabalho teórico dos números de Fermat, o matemático do século XX André Weil escreveu que: "o que possuímos de seus métodos para lidar com curvas do gênero 1 é notavelmente coerente; ainda é a base para a teoria moderna de tais curvas. Cai naturalmente em duas partes; a primeira ... pode ser convenientemente denominada um método de subida, em contraste com a descida que é corretamente considerada como a de Fermat".  Em relação ao uso de ascensão de Fermat, Weil continuou: "A novidade consistia no uso amplamente estendido que Fermat fez dela, dando-lhe pelo menos um equivalente parcial do que obteríamos pelo uso sistemático das propriedades teóricas de grupo do pontos racionais em uma cúbica padrão". Com seu dom para relações numéricas e sua habilidade de encontrar provas para muitos de seus teoremas, Fermat essencialmente criou a moderna teoria dos números.